# Karin Tietze-Ludwig
Karin Tietze-Ludwig (Siegen, 31 mei 1941) is een voormalig Duitse presentatrice en tv-omroepster  bij de ARD en de Hessischer Rundfunk.

## Leven en werk
Tietze-Ludwig groeide op in Biedenkopf (Landkreis Marburg-Biedenkopf) in Hessen. Na haar eindexamen aan het plaatselijke gymnasium (Lahntalschule) werkte zij eerst als secretaresse vreemde talen op de public relations-afdeling van een Amerikaanse luchtvaartmaatschappij, omdat haar vader haar uitdrukkelijk verboden had stewardess te worden. Daarnaast nam zij toneel- en spraaklessen aan de Musikhochschule in Frankfurt am Main. Zij werd 1964 omroepster bij de televisie van de Hessischer Rundfunk.
Eigenlijk had zij gesolliciteerd bij de radio, maar daar was geen vacature. De televisieafdeling echter zocht tegelijkertijd een opvolgster voor de televisiepresentatrice Hilde Nocker. Daar leerde zij de journalist en redacteur Hans-Jürgen Tietze kennen, met wie zij in 1966 trouwde. Van 1967 tot 1971 wisselde zij de presentatie bij de uitzendingen van de lottotrekking af met Karin Dinslage. Tot en met  haar laatste lottotrekking op 17 januari 1998 presenteerde zij meer dan 30 jaar lang de uitzendingen en werd zij in de volksmond liefkozend de 'Lottofee' genoemd. Haar opvolgster is Franziska Reichenbacher.
In 1972 en 1975 presenteerde zij de West-Duitse voorrondes van het Eurovisiesongfestival. In 2007 was Tietze-Ludwig weer als 'lottofee' te zien bij Sat.1. In de laatste jaren deed zij daarnaast ook werving voor de Faber Lotto-Service.

## Privé
Zij was getrouwd met Hans-Jürgen Tietze (1966 - 2001). Ze kregen samen een zoon en zij is sinds zijn overlijden weduwe. Met haar familie woont zij in Karben bij Frankfurt am Main.

## Waardering
- 1975: Zilveren Bravo Otto in de categorie tv-presentator

## Filmografie (tv)
- 1972 - Ein Lied für Edinburgh
- 1975 - Ein Lied für Stockholm
- 1982 - Ein Fall von Zuneigung
- 1985 - Känguru (als triangelspeelster)

## Publicaties
- 1976: Zusatzzahl 13
- 1993: Glück kommt nie zu spät. Heiterer Wegweiser für Lottofreunde
- 2000: Die Jahrhundertbilanz, 1960–1970 (luisterboek, met Hark Bohm)